# Michal Horváth (ekonomista)
Michal Horváth, węg. Mihály Horváth (ur. 1979 w Dunajskiej Stredzie) – słowacki ekonomista i urzędnik państwowy narodowości węgierskiej, w 2023 minister finansów.

## Życiorys
W 2002 ukończył zarządzanie finansami na Uniwersytecie Komeńskiego w Bratysławie. W 2003 uzyskał magisterium z ekonomii sektora publicznego na University of York, a w 2007 doktorat z ekonomii na University of St Andrews. Od 2000 pracował w sektorze bankowym, w 2003 został doradcą sekretarza stanu w ministerstwie pracy, a w 2007 doradcą ministra finansów. W latach 2009–2014 był pracownikiem naukowym na Uniwersytecie Oksfordzkim. W latach 2012–2015 zasiadał w radzie odpowiedzialności budżetowej (Rada pre rozpočtovú zodpovednosť), niezależnym organie monitorującym i oceniającym rozwój słowackiej gospodarki oraz przestrzeganie reguł wykonywania budżetu. Od 2014 do 2019 był wykładowcą na University of York, a w latach 2015–2019 doradcą i stałym sekretarzem sieci niezależnych instytucji fiskalnych w Unii Europejskiej (The Network of EU Independent Fiscal Institutions). W 2020 został głównym ekonomistą Narodowego Banku Słowacji.
W maju 2023 objął urząd ministra finansów w technicznym rządzie Ľudovíta Ódora. Funkcję tę pełnił do października tego samego roku.